# Йожеф фон Платті
Йожеф фон Платті (угор. József von Platthy, 17 грудня 1900 — 21 грудня 1990) — угорський вершник. Бронзовий призер літніх Олімпійських ігор 1936 року.